# بين غيليز
بين غيليز (بالإنجليزية: Ben Gillies)‏ هو طبال وملحن وموسيقي وكاتب أغاني أسترالي، ولد في 24 أكتوبر 1979 في نيوكاسل في أستراليا.

## وصلات خارجية
- بين غيليز على موقع IMDb (الإنجليزية)
- بين غيليز على موقع ميوزك برينز (الإنجليزية)
- بين غيليز على موقع أول ميوزيك (الإنجليزية)
- بين غيليز على موقع ديسكوغز (الإنجليزية)
- بين غيليز على موقع قاعدة بيانات الفيلم (الإنجليزية)